# Nils Holm
Nils Gustav Holm, född 9 april 1943 i Jomala, är en finländsk religionsvetare.
Holm blev teologie doktor 1976. Han har sedan 1969 varit knuten till Åbo Akademi, där han 1981–2008 var professor i religionsvetenskap. Dessutom verkar han som docent i religionspsykologi vid Uppsala universitet och Helsingfors universitet. I sin forskning har Holm främst behandlat religiösa rörelser med tonvikt på pingströrelsen. Bland hans böcker märks en religionspsykologisk analys av den åländske författaren Joel Petterssons verk Joels Gud (1987).